# 鬼塚承次
鬼塚承次（美國名：埃利森·承次·鬼塚，1946年6月24日—1986年1月28日），日裔美籍太空人、美國空軍上校，在1986年的挑戰者號太空梭爆炸事件中殉職。
鬼塚於夏威夷的一個咖啡農家出生，是當地的日裔第三代，在四兄弟姊妹中排行第三，家族來自福岡縣浮羽市。从幼年时期他就开始听第二次世界大戰时第442联队战斗团的故事，从小学到高中，他都是一名童子軍，並獲得鹰级童軍的殊榮。
鬼冢也曾担任过棒球队和报社員工。小学时，他看过加加林的宇宙飞行任務，並对宇宙充满憧憬，于是就以火箭实验为名，在烟花上搞恶作剧，母亲虽然很惊讶，但并没有训斥他。他於1964年時進入科羅拉多大學博爾德分校（University of Colorado at Boulder）攻讀航空工程，並於1969年6月取得學士學位，並於同年12月取得碩士學位。在大學求學期間，曾參加美國空軍的預備軍官訓練團（ROTC）。畢業後鬼塚與求學期間結識的日裔女子吉田（Lorna Leiko Yoshida）結婚，並生下兩名女兒。
1985年1月24日，鬼塚首度參與太空梭飛行任務，搭乘發現號太空梭升空執行STS-51-C任務。隔年的1月28日，他再度參與太空任務，搭乘挑戰者號太空梭執行STS-51-L任務时，於發射後73秒時因固態火箭推進器失效導致太空梭失事爆炸，包括鬼塚在內的7名太空人全數殉职。鬼塚逝世當時的軍銜為中校，其後獲官方追授上校。

## 紀念
為了紀念鬼塚，在天文學領域與他曾成長與居住過的地區，可以見到多個以其命名的事物：
- 鬼塚空軍基地（Onizuka Air Force Station）：一個曾在1960年至2010年間運作的美國空軍單位，位於加州聖塔克拉拉郡森尼韋爾市郊，是一個軍用人造衛星管制站。原名「森尼韋爾空軍基地」的該單位在1986年時改名，以紀念鬼塚。
- 鬼塚太空中心（Onizuka Space Center）：一座位於夏威夷科納國際機場（Kona International Airport，KOA/PHKO）航站旁的小型博物館，內有與鬼塚相關的紀念收藏展示。鄰近的科納區（英语：Kona District, Hawaii）（Kona District）是鬼塚誕生與成長的故鄉。
- 鬼塚國際天文中心（Onizuka Center for International Astronomy）：一座位在夏威夷島毛納基山山腳下，為了支援山頂上毛納基山天文台而設置的支援設施群。
- 在洛杉磯小東京地區有一條以鬼塚命名的街道，在街道旁設置有一座挑戰者號的縮比模型與鬼塚的紀念碑。
- 小行星3355
- 月球上位於36.2°S 148.9°W的鬼塚隕石坑（英语：Onizuka (crater)）。
- 日本福岡縣浮羽市其祖先墓地附近有座縣道749號的橋樑以他的名字命名為「艾利森·鬼塚橋」（エリソン・オニヅカ橋）。鬼塚本人曾在1983年時到訪過該地。橋樑的護欄上有他的照片、生平介紹及太空梭的圖案[3]。